# Colubridae
Los colúbridos o culebras verdaderas (Colubridae) son una familia de serpientes. Incluye aproximadamente unas mil ochocientas especies. Tienen una distribución cosmopolita. Vulgarmente se denomina culebra a todo ofidio inofensivo para el hombre,[cita requerida] aunque realmente solo es apropiado para los miembros de esta familia, que no es un grupo natural, y en algunos países de Sudamérica, se denomina culebra a todas las especies comunes de ofidios, excluyendo a las más grandes.[cita requerida]

## Características
Las culebras se caracterizan por tener la cabeza recubierta de escamas grandes de disposición típica. Las escamas dorsales y laterales del cuerpo son de contorno aproximadamente romboidal; en la parte ventral presentan una sola fila de escamas ensanchadas.
Son generalmente diurnos, con ojos bien desarrollados y pupila por lo general circular. La mayoría son terrestres, pero hay también especies excavadoras, anfibias, acuáticas (de agua dulce), arborícolas e incluso planeadoras.
Su tamaño oscila entre los 20 y los 30 cm de Eirenis lineomaculatus del Próximo Oriente, hasta los 3 m de Spilotes pullatus de centro y Sudamérica.
Se alimentan de animales pequeños, principalmente roedores como ratones. 
La mayoría de ellas son aglifas es decir, no son venenosas. No obstante, hay un pequeño grupo de ellos que sí son venenosos pero del tipo opistoglifos, caso de la culebra bastarda o culebra de Montpellier, la cual a pesar de ser venenosa no es peligrosa para los humanos ya que posee los colmillos inoculadores de veneno en la parte trasera de la boca.

## Clasificación

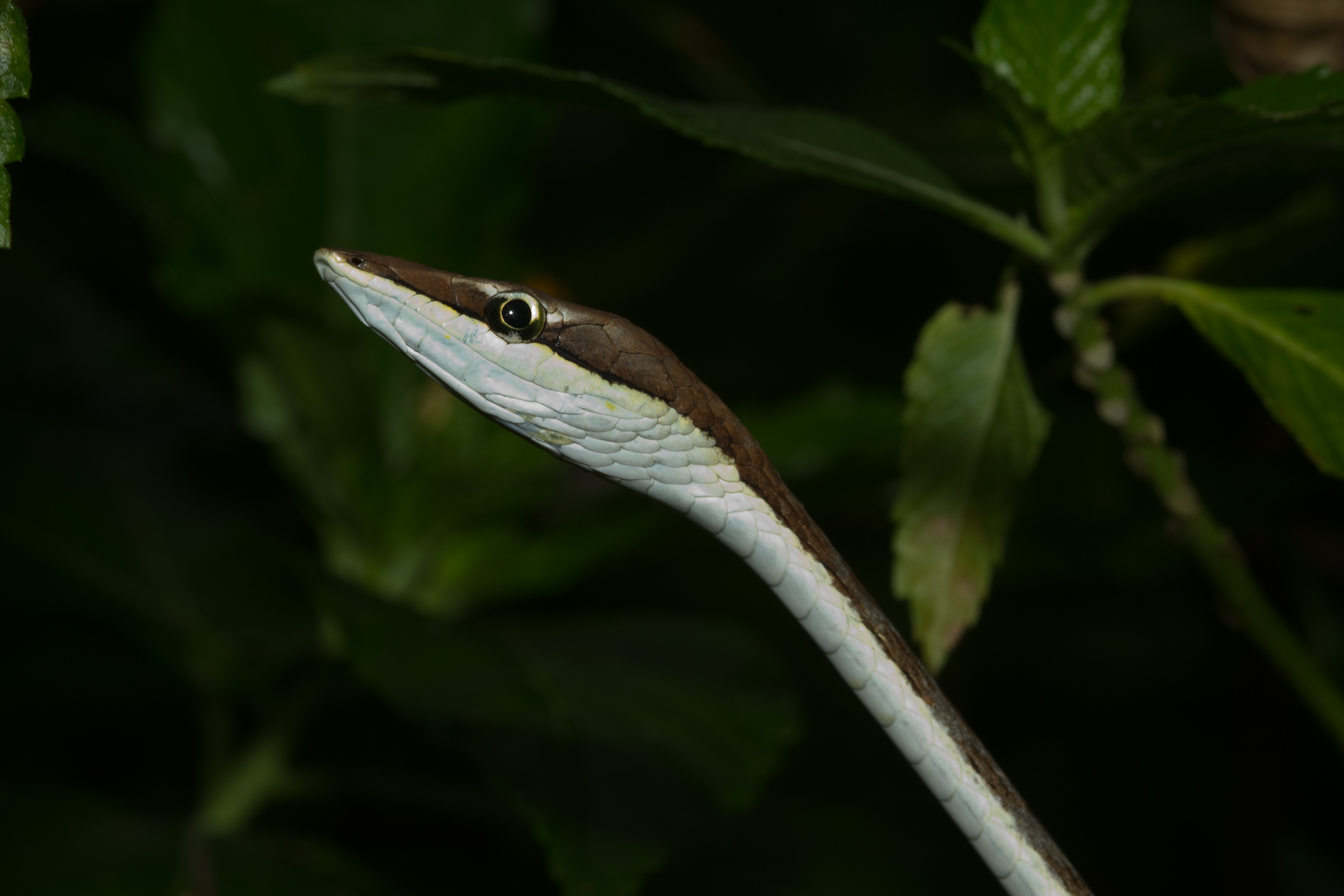
Oxybelis aeneus, miembro de Colubrinae.

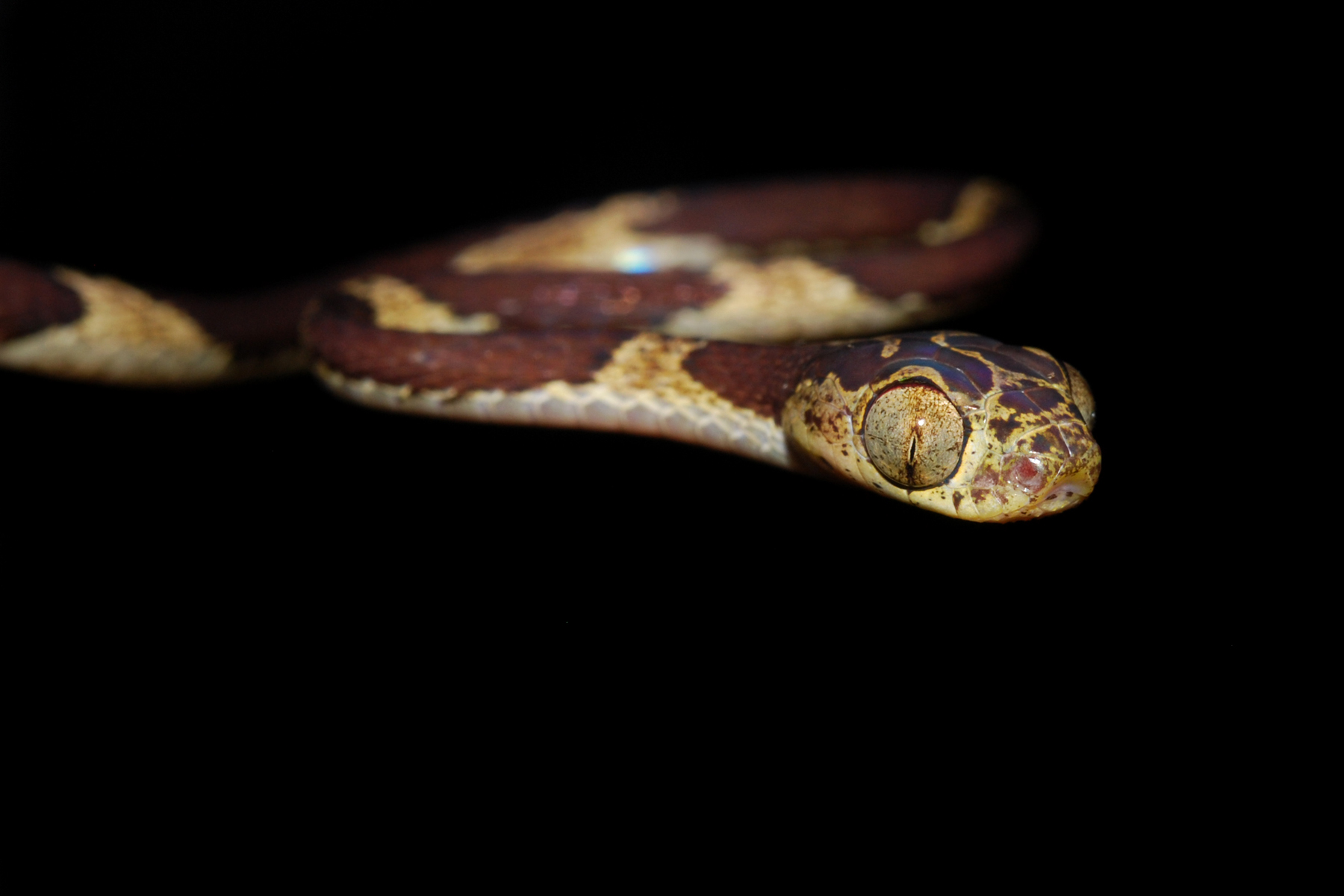
Imantodes cenchoa, miembro de Dipsadinae.

Esta familia ha sido históricamente un taxón 'cajón de sastre' para las serpientes que no parecen encajar en ninguna otra parte. Su clasificación ha sufrido por tanto grandes cambios, en especial, en los últimos años. Se espera que, con las investigaciones futuras, se encontrará más claridad en las relaciones dentro de este grupo.
Está subdividida de la siguiente manera:
- Subfamilia Calamariinae - 7 géneros y 87 especies.
- Subfamilia Colubrinae - 101 géneros y 707 especies.
- Subfamilia Dipsadinae - 95 géneros y 738 especies.
- Subfamilia Grayiinae - 1 género y 4 especies.
- Subfamilia Natricinae - 33 géneros y 219 especies.
- Subfamilia Pseudoxenodontinae - 2 géneros y 11 especies.
- Subfamilia Sibynophiinae - 2 géneros y 11 especies.

- Géneros incertae sedis - 10 géneros y 16 especies.

- Blythia
- Cyclocorus
- Elapoidis
- Gongylosoma
- Helophis
- Myersophis
- Oreocalamus
- Poecilopholis
- Rhabdops
- Tetralepis

Las subfamilias Dipsadinae, Natricinae y Pseudoxenodontinae se tratan por algunos autores con el rango de familia. Las familias Lamprophiidae, Xenodermatidae y Pareatidae se consideraban hasta recientemente parte de Colubridae.

## Carácter invasor en partes de España
Debido a su potencial colonizador y constituir una amenaza grave para las especies autóctonas, los hábitats o los ecosistemas, las especies de la familia Colubridae han sido incluidas en el Catálogo Español de Especies Exóticas Invasoras, regulado por Real Decreto 630/2013, de 2 de agosto, por lo que está prohibida su introducción en el medio natural, posesión, transporte, tráfico y comercio en las Islas Canarias, Ibiza y Formentera, lugares donde no hay serpientes de forma natural.